# Crassispira bridgesi
Crassispira bridgesi é uma espécie de gastrópode do gênero Crassispira, pertencente à família Pseudomelatomidae.